# Buchanky
Buchanky (Cyclopoida) jsou malí (cca 1 mm) vodní planktonní korýši, většinou predátoři, žijící ve sladkých i slaných vodách. Cévní soustava je redukovaná či chybí. Dýchají celým tělem. V Africe jsou hostitelem larev vlasovce medinského.

## Charakteristika

### Anatomie
Pro buchanky je charakteristické, že nemají krunýř či kožní záhyb. Hlava, hruď a první článek trupu tvoří širokou hlavohruď, ostatní 3 či 4 trupové články (poslední je někdy zakrnělý) jsou volné. Pětičlenný zadeček je zakončen vidlicovitým přívěškem se štětinami, zvaným furka. Hrudní končetiny jsou rozeklané a obrvené a slouží k plavání. Pátý pár končetin je zakrnělý. Kusadla jsou žvýkací. Uprostřed hlavy mají jedno naupliové (neboli mediální) oko, tvořeno 3–6 jednoduchými očky. První pár tykadel je dlouhý; samčí tykadla jsou přizpůsobena k chytání samic.

### Rozmnožování
Buchanky jsou gonochoristé, tj. vyznačují se pohlavní dvojtvárností. Samičky zpravidla nosí vajíčka po párech na zadečku. Z vajíček se líhnou nečlánkované larvy, nejprve se třemi páry končetin, s každým svlékáním se pak jejich počet zvětšuje.

## Zástupci
Příkladem jednoho z mnoha druhů řádu o 30 čeledích je
Buchanka obecná (Cyclops strenuus)
- kratší antenuly, 2 vaječné vaky, někdy mezihostitel tasemnic či motolic.